# Munditia owengaensis
Munditia owengaensis es una especie de molusco gasterópodo de la familia Liotiidae. 

## Distribución geográfica
Se encuentra en las Islas Chatham de  Nueva Zelanda.